# Luis Pareto
Luis Pareto González (Santiago, 29 de agosto de 1928-7 de enero de 2022) fue un empresario y político chileno, militante del Partido Demócrata Cristiano (PDC).
Fue diputado de la República por cinco periodos consecutivos entre 1957 y 1973, y posteriormente entre 1998 y 2002. En este último ejerció como presidente de la Cámara de Diputados entre 2001 y 2002, mismo cargo que había ejercido brevemente en 1973. Durante el gobierno de Patricio Aylwin se desempeñó como Intendente de la Región Metropolitana de Santiago.

## Biografía
Hijo de Emilio Segundo Pareto Favillini y de María Luisa González Soto, contrajo matrimonio con Carolina Vergara Ayares con quien tuvo cuatro hijos. Su hijo Cristián fue alcalde de la comuna de Estación Central entre 1992 y 2000, y luego diputado por el distrito N° 20 desde 2002 hasta 2003.
Realizó sus estudios en el Instituto Zambrano, en el Liceo de Aplicaciónconcluyéndolos en la Escuela Militar. Posteriormente, asistió como oyente a las clases de derecho en la Universidad de Chile.
Falleció el 7 de enero de 2022 a los 93 años. Casi un año antes, en diciembre de 2020, sufrió un accidente vascular que lo dejó en estado de gravedad.

## Carrera política

### Regidor
En 1953 fue elegido regidor de Santiago hasta 1956, fecha en que fue reelegido. En su calidad de Regidor presidió la Comisión de Cultura y Hacienda de la Ilustre Municipalidad de Santiago y fue Consejero ante la Caja de Empleados Municipales.

### Diputado por Santiago (1957-1973)
En 1957 fue elegido diputado por la 7a Agrupación departamental Santiago, correspondiente al Primer distrito para el período de 1957 a 1961. Se integró a la Comisión de Educación Pública, de Educación Física, de Gobierno Interior, de Asistencia Médico Social e Higiene, de Defensa Nacional y de Vías y Obras Públicas. Además, fue partícipe de las Comisiones especiales investigadoras de contrato telefónico (1957-1958), sobre situaciones de la Dirección General de Servicios eléctricos respecto a la Compañía General de Electricidad Industrial O'Higgins (1958), de Casa de Moneda (1959-1960), de Movimiento Huelguístico estudiantes secundarios (1961) y de las Comisión Especial de sucesos de 2 de abril de 1957.

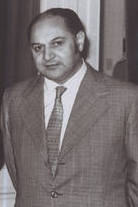
Luis Pareto en los años 1960.

En 1961 fue reelecto para el período de 1961 a 1965, en representación del partido Demócrata Cristiano. Esta vez formó parte de las Comisiones de Educación Pública, de Gobierno Interior, de Defensa Nacional, de Policía Interior y Reglamento, de Economía y Comercio, de Trabajo y Legislación Social, de Hacienda y de Constitución, Legislación y Justicia. Además, perteneció a las Comisiones Especiales de Acusación Constitucional en 1962 y de la Vivienda (1963-1965) y a la Comisión Especial Investigadora de los decretos del Ministerio de Economía sobre internación de vehículos armados en Arica (1963).
En 1965 fue nuevamente electo diputado, para el período de 1965 a 1969. Participó de las Comisiones de Educación Pública, de Educación Física, de Defensa Nacional, de Economía y Comercio, de Trabajo y Legislación Social, de Hacienda y Mixta de Presupuesto. Además, fue parte de las Comisiones Especiales Investigadoras de televisión, Industria Automotriz (1965-1966), de la Industria Manufacturera de Cobre (1965-1966) y de Madeco (1965-1967). Durante su labor fue miembro del Comité Parlamentario de su partido entre 1967 y 1969.
Asimismo, fue nombrado 1.er Vicepresidente de la Cámara de Diputados de Chile, cargo que desempeñó desde el 31 de enero de 1967 al 16 de abril de 1968.
En 1969 fue nuevamente confirmado como diputado para el período de 1969 a 1973. Se integró a la Comisión de Defensa Nacional y Especial Investigadora de posibles irregularidades cometidas por la Ford Motor Company y otras Empresas en la internación de mercaderías en 1970. En este período, también fue miembro Propietario del Comité Parlamentario Demócrata Cristiano.
En 1973 otra vez fue elegido para el período siguiente, de 1973 a 1977. Durante su labor alcanzó a ser presidente de la Cámara de Diputados de Chile, desde el 23 de mayo de 1973. Además fue impulsor del acuerdo de la cámara de diputados del 22 de agosto de 1973. Sin embargo, vio interrumpido su cargo debido al golpe de Estado del 11 de septiembre de 1973 y la consecuente disolución del Congreso el 21 de septiembre de dicho año. Prosiguió sus actividades políticas y se desempeñó como presidente de la Sala de exparlamentarios desde 1973 hasta 1990.

### Gobiernos de la Concertación
En 1990, durante el gobierno de Patricio Aylwin, fue nombrado intendente de la Región Metropolitana de Santiago, ejerciendo hasta 1994.
En 1997 se presentó como candidato a diputado por el distrito N.°20 (Cerrillos, Estación Central y Maipú) para el período de 1998 a 2002. Resultando electo, participó de las Comisiones de Obras Públicas, Transportes y Telecomunicaciones.En su calidad de parlamentario fue condecorado por los gobiernos de Italia y de la República de China (Taiwán). Fue Presidente de la Cámara de Diputados de Chile, entre 2001 y 2002. En 2001 no se presentó a la reelección, siendo electo para el cargo de diputado, su hijo Cristián Pareto Vergara.
En 2005, se presentó nuevamente a diputado por el Distrito 20 correspondiente a Cerrillos, Maipú y Estación Central, sin resultar electo. Entre 2016 y 2019 integró el Tribunal Calificador de Elecciones.

## Historial electoral

### Elecciones parlamentarias de 1969
- Elecciones parlamentarias de 1969 para la 7.ª Agrupación Departamental, Santiago.[10]

(Se consideran sólo diez primeras mayorías, sobre 18 diputados electos)

### Elecciones parlamentarias de 1973
- Elecciones parlamentarias de 1973 para la 7.ª Agrupación Departamental, Santiago.[11]

### Elecciones parlamentarias de 1989
- Elecciones parlamentarias de 1989 por el distrito 22 (Santiago), Región Metropolitana de Santiago[12]

### Elecciones parlamentarias de 1997
- Elecciones parlamentarias de 1997, para el distrito 20 (Maipú, Estación Central y Cerrillos)[13]

### Elecciones parlamentarias de 2005
- Elecciones parlamentarias de 2005 a Diputados por el distrito 20 (Maipú, Estación Central y Cerrillos)[14]